# Молдовсько-хорватські відносини
Молдовсько-хорватські відносини (рум. relaţiile moldo-croate, хорв. moldavsko-hrvatski odnosi) — історичні та поточні двосторонні відносини між Молдовою та Хорватією. 
Відносини між двома країнами описуються як дружні та дуже добрі. Молдова має своє посольство в Хорватії з місцеперебуванням посла у Будапешті (Угорщина), а Хорватія здійснює своє представництво у Молдові через своє посольство в Румунії (у Бухаресті).

## Історія
Дипломатичні відносини між Республікою Хорватія та Республікою Молдова встановлено 20 липня 1992.
19 листопада 1998 підписано Протокол про співпрацю між Міністерством закордонних справ Хорватії та Міністерством закордонних справ Молдови.
12 серпня 2002 між Хорватією та Молдовою укладено Угоду про торговельно-економічне співробітництво.
27 лютого 2004 в Кишиневі було підписано Угоду про вільну торгівлю між Республікою Молдова і Хорватією.
23 і 24 жовтня 2006 з офіційним візитом у Хорватії перебував прем'єр-міністр Молдови Василь Тарлєв, де 24 жовтня зустрівся з міністром закордонних справ та європейської інтеграції Коліндою Грабар-Китарович, яка відзначила, що Хорватія підтримує Молдову в її євроінтеграційних процесах, як щодо ЄС, так і щодо її ролі в CEFTA. Того ж дня міністр моря, туризму, транспорту та розвитку Хорватії Божидар Калмета та міністр культури та туризму Молдови Артур Козма підписали Угоду про співробітництво між урядом Хорватії та урядом Молдови в галузі туризму. Днем раніше, 23 жовтня 2006 року, в рамках візиту прем'єр-міністра Тарлєва в Хорватію міністр культури Хорватії Божо Бишкупич і міністр культури і туризму Молдови Артур Козма підписали Угоду про культурне співробітництво між урядом Хорватії та урядом Молдови.
4 листопада 2019 відкрилося Консульство Республіки Молдова у Вараждині.
На початку лютого 2022 міністр закордонних і європейських справ Хорватії Гордан Грлич Радман відвідав Кишинів.
Молдова, як і Хорватія, з першого дня засудила жорстокий напад Російської Федерації на Україну.
16 грудня 2022 віце-прем'єр, міністр закордонних справ та європейської інтеграції Ніку Попеску відвідав Загреб, приурочивши свій візит 30-річчю встановлення дипломатичних відносин між двома державами. За його словами, приклад Хорватії, яка за останні десятиліття перейшла «від стану жорстокої війни до стану європейськості, спокою, миру та благополуччя завдяки європейській інтеграції», служить за взірець Молдові на шляху до європейських перетворень.
Хорватія підтримує надання Молдові статусу країни-кандидата на вступ до Євросоюзу, бере участь у Платформі підтримки Республіки Молдова, а також надає підтримку у процесі вступу — зголошується допомогти молдовській стороні підготувати державне управління до подальшого довгого шляху реформ. Хорватія в особі голови зовнішньополітичного відомства Гордана Грлича Радмана висловила рішучу підтримку європейського шляху Молдови та готовність і далі надавати допомогу, включно зі Східним партнерством. Хорватія надає Молдові постійну підтримку, технічну допомогу та ділиться досвідом процесу вступу до ЄС. На зустрічі двох міністрів закордонних справ було відзначено інтенсивність двосторонньої співпраці на всіх рівнях і перспективи посилення співпробітництва в енергетиці, транспорті, харчовій промисловості та ІТ. Через війну в Україні Молдова відіграє ключову роль в експорті української продукції до Європи.
Молдовська влада зацікавлена в тіснішій співпраці для потенційного імпорту з Хорватії природного газу. На думку молдовської сторони, двостороння торгівля між цими країнами має добру динаміку, зростаючи два роки поспіль. Водночас Молдова прагне розширювати торговельні відносини. Молдовська Viorica Cosmetics обговорила з компанією BIPA умови продажу косметичної продукції на ринку Хорватії. Ведеться відкритий діалог молдовських і хорватських бізнесменів у таких царинах, як інформаційні технології, туризм, фармацевтика, які принесуть у майбутньому користь громадянам обох держав.
Молдова також хоче продавати на європейський ринок вітчизняну продукцію, що становить інтерес для експорту, включаючи фрукти, овочі, консерви, сухофрукти та вино, через хорватські компанії ORBICO, Stjema Promet, мережу DM та Fortenova Group.